# Saint-Vaast-lès-Mello
Saint-Vaast-lès-Mello és un municipi francès, situat al departament de l'Oise i a la regió dels Alts de França. L'any 2007 tenia 891 habitants.

## Demografia

### Població
El 2007 la població de fet de Saint-Vaast-lès-Mello era de 891 persones. Hi havia 369 famílies de les quals 99 eren unipersonals (36 homes vivint sols i 63 dones vivint soles), 107 parelles sense fills, 127 parelles amb fills i 36 famílies monoparentals amb fills.
La població ha evolucionat segons el següent gràfic:
Habitants censats

### Habitatges
El 2007 hi havia 427 habitatges, 372 eren l'habitatge principal de la família, 2 eren segones residències i 53 estaven desocupats. 339 eren cases i 88 eren apartaments. Dels 372 habitatges principals, 247 estaven ocupats pels seus propietaris, 115 estaven llogats i ocupats pels llogaters i 11 estaven cedits a títol gratuït; 6 tenien una cambra, 45 en tenien dues, 89 en tenien tres, 101 en tenien quatre i 132 en tenien cinc o més. 284 habitatges disposaven pel capbaix d'una plaça de pàrquing. A 160 habitatges hi havia un automòbil i a 175 n'hi havia dos o més.

### Piràmide de població
La piràmide de població per edats i sexe el 2009 era:
| Homes | Edats   | Dones |
| ----- | ------- | ----- |
| 0     | 95 o +  | 0     |
| 4     | 90 a 94 | 0     |
| 0     | 85 a 89 | 0     |
| 8     | 80 a 84 | 8     |
| 12    | 75 a 79 | 24    |
| 24    | 70 a 74 | 20    |
| 20    | 65 a 69 | 28    |
| 8     | 60 a 64 | 20    |
| 20    | 55 a 59 | 20    |
| 32    | 50 a 54 | 20    |
| 20    | 45 a 49 | 20    |
| 32    | 40 a 44 | 16    |
| 32    | 35 a 39 | 24    |
| 40    | 30 a 34 | 44    |
| 40    | 25 a 29 | 48    |
| 16    | 20 a 24 | 12    |
| 28    | 15 a 19 | 16    |
| 16    | 10 a 14 | 28    |
| 32    | 5 a 9   | 24    |
| 28    | 0 a 4   | 36    |

## Economia
El 2007 la població en edat de treballar era de 575 persones, 461 eren actives i 114 eren inactives. De les 461 persones actives 432 estaven ocupades (227 homes i 205 dones) i 29 estaven aturades (18 homes i 11 dones). De les 114 persones inactives 46 estaven jubilades, 33 estaven estudiant i 35 estaven classificades com a «altres inactius».

### Ingressos
El 2009 a Saint-Vaast-lès-Mello hi havia 388 unitats fiscals que integraven 972,5 persones, la mediana anual d'ingressos fiscals per persona era de 18.608 €.

### Activitats econòmiques
Dels 23 establiments que hi havia el 2007, 1 era d'una empresa extractiva, 1 d'una empresa de fabricació d'altres productes industrials, 10 d'empreses de construcció, 3 d'empreses de comerç i reparació d'automòbils, 2 d'empreses de transport, 2 d'empreses d'hostatgeria i restauració, 2 d'empreses de serveis i 2 d'empreses classificades com a «altres activitats de serveis».
Dels 12 establiments de servei als particulars que hi havia el 2009, 1 era un taller de reparació d'automòbils i de material agrícola, 2 paletes, 1 guixaire pintor, 3 fusteries, 1 lampisteria, 2 electricistes, 1 empresa de construcció i 1 perruqueria.
L'any 2000 a Saint-Vaast-lès-Mello hi havia 4 explotacions agrícoles que ocupaven un total de 648 hectàrees.

## Equipaments sanitaris i escolars
El 2009 hi havia una escola elemental.

## Poblacions més properes
El següent diagrama mostra les poblacions més properes.